# Боленцин (Плонський повіт)
Боленцин (пол. Bolęcin) — село в Польщі, у гміні Сохоцин Плонського повіту Мазовецького воєводства.
Населення — 183 особи (2011).
У 1975-1998 роках село належало до Цехановського воєводства.

## Демографія
Демографічна структура станом на 31 березня 2011 року:
|          | Загалом | Допрацездатний вік | Працездатний вік | Постпрацездатний вік |
| -------- | ------- | ------------------ | ---------------- | -------------------- |
| Чоловіки | 91      | 16                 | 68               | 7                    |
| Жінки    | 92      | 17                 | 54               | 21                   |
| Разом    | 183     | 33                 | 122              | 28                   |